# MK II
MK II è il terzo album della power metal band tedesca Masterplan; il significato della sigla che dà il titolo a questo lavoro sta nel rilancio della band, che intende qui celebrare la nuova formazione con l'ingresso di Mike DiMeo (ex Riot) al posto di Jørn Lande dietro al microfono e Mike Terrana (Rage, Axel Rudi Pell, Marco Mendoza, Kee Marcello) alla batteria al posto di Uli Kusch.

## Tracce
1. Phoenix Rising – 1:17
2. Warrior's Cry – 5:21
3. Lost and Gone – 2:59
4. Keeps Me Burning – 4:01
5. Take Me Over – 5:42
6. I'm Gonna Win – 3:53
7. Watching the World – 4:32
8. Call the Gypsy – 3:08
9. Trust in You – 4:47
10. Masterplan – 5:03
11. Enemy – 4:34
12. Heart of Darkness – 6:59

### Bonus track
1. The Master's Voice – 1:29
2. Dying Just to Live – 5:09

## Formazione
- Mike DiMeo - voce
- Roland Grapow - chitarra
- Jan S. Eckert - basso
- Mike Terrana - batteria
- Axel Mackenrott - tastiere